# One on One (álbum)
One on One es el sexto álbum de estudio de la banda estadounidense Cheap Trick, producido por Roy Thomas Baker y publicado el 30 de abril de 1982 por Epic Records.

## Lista de canciones
Todas las canciones escritas por Rick Nielsen, excepto donde se indica.
1. "I Want You" – 3:02
2. "One on One" – 3:05
3. "If You Want My Love" – 3:36
4. "Oo La La La" (Nielsen, Robin Zander) – 3:14
5. "Lookin' Out for Number One" – 3:44
6. "She's Tight" – 2:58
7. "Time Is Runnin'" – 2:19
8. "Saturday at Midnight" (Nielsen, Zander) – 2:58
9. "Love's Got a Hold on Me", (Nielsen, Zander, Bun E. Carlos) –2:35
10. "I Want Be Man" – 3:19
11. "Four Letter Word" (Nielsen, Zander) – 3:37

## Listas
| Lista (1982)   | Posición |
| -------------- | -------- |
| Canadá         | 39       |
| Reino Unido    | 95       |
| Estados Unidos | 39       |

## Créditos
- Robin Zander – voz, guitarra, teclados
- Rick Nielsen – guitarra, coros
- Jon Brant – bajo, coros
- Bun E. Carlos – batería